# Вашугін Микола Миколайович
Мико́ла Микола́йович Вашугін (нар. 18 квітня 1900, село Заруч'є, тепер Ярославської області, Російська Федерація — застрілився 28 червня 1941) — радянський військовий діяч, корпусний комісар, член Військової Ради Київського військового округу.

## Життєпис
Народився в селянській родині. Член РКП(б) з 1918 року.
З 1919 року служив у Червоній армії. Учасник Громадянської війни в Росії.
Закінчив Костромські піхотні курси РСЧА.
З травня 1920 року — в розпорядженні штабу Московського військового округу. З лютого 1925 року — старший інструктор організаційного відділу політичного управління Московського військового округу.
З липня 1928 року — командир і військовий комісар 243-го стрілецького полку.
З березня 1930 року — викладач, з вересня 1931 року — старший керівник політичної роботи Московських військово-політичних курсів імені Леніна.
У 1933 році закінчив Військову академію РСЧА імені Фрунзе.
У січні 1935 — липні 1937 року — начальник 3-го сектора відділу кадрів, відділення політскладу запасу 3-го відділу Політичного управління РСЧА.
У 1937 році закінчив Вищі стрілецько-тактичні курси «Постріл».
З липня 1937 року — в розпорядженні Управління по командному і начальницькому складу РСЧА.
У серпні 1937 — жовтні 1938 року — командир 43-го стрілецького полку РСЧА.
З жовтня 1938 року — член Військової ради Ленінградського військового округу.
Під час радянсько-фінської війни (1939—1940) був членом Військової ради 7-ї і 15-ї армій.
У листопаді 1940 — червні 1941 року — член Військової ради Київського особливого військового округу.
Під час німецько-радянської війни у червні 1941 року — член Військової ради Південно-Західного фронту. Застрелився 28 червня 1941 року після поразки радянських військ у битві за Дубно — Луцьк — Броди.

## Звання
- полковий комісар (1935)
- бригадний комісар (9.10.1938)
- дивізійний комісар (8.03.1939)
- корпусний комісар (2.09.1939)

## Нагороди
- орден Леніна (21.03.1940)
- медаль «XX років Робітничо-Селянській Червоній Армії»